# حسين أباد (شميل)
حسین أباد (بالفارسية: حسین‌آباد) هي قرية تقع في إيران في قسم شمیل الريفي. يقدر عدد سكانها بـ 251 نسمة .